# Вудвиллы
Вудвилл (Вудвиль, англ. Woodville) — знатный английский род, известный в XII—XV веках. Встречается также варианты написания Видевиль (англ. Wydeville) и Вивиль (англ. Wiville).

## История
Первоначально род был достаточно скромного происхождения. Первые известия о представителях дома Вудвиллов относятся к XII веку. В XII и XIII веках встречаются только отдельные упоминания о представителях рода. В 1130 году в казначейском реестре упоминается Роберт Вудвилл (англо-норм. Rob de Widuilla), имевший недвижимость в Дорсетшире и Йоркшире/Нортумберленде. Также в «Красной книге казначейства» в 1166, 1167 и 1210 годах встречаются упоминания о нескольких представителях рода, живших в Лестершире и Йоркшире. Первоначально написание родового прозвания было Вивиль (англ. Wiville), позже оно трансформировалось в Видевиль (англ. Wydeville). В современной транскрипции род называется Вудвилл.
Генеалогию первых представителей рода можно достоверно установить только с XIV века — с Ричарда Вудвилла (ок. 1310 — после июля 1378), владевшим поместьем Графтон в Нортгемптоншире. Его сын, Джон, посредством брака приобрели поместье Бидденхем в Бедфордшире. Однако после смерти около 1435 года его старшего сына Томаса Вудвилла наследниками этого владения в Бедфордшире стали 2 сестры Томаса, а не единокровный брат, Ричард.
Этот Ричард Вудвилл, младший сын Джона Вудвилла из Графтона, сделал выдающуюся военную и административную карьеру. Некоторые источники утверждают, что он якобы был воспитан вместе с королём Генрихом V. Он в качестве капитана участвовал в военных кампаниях Генриха V во Франции в 1415 и 1417 годах. Позже он служил регенту, Джону, герцогу Бедфорду. В 1417—1435 годах он практически постоянно находился во Франции, где занимал разные должности. Вернувшись в Англию, где у него уже было поместье в Мейдстоне, он унаследовал после смерти брата Графтон в Нортгемптоншире. Рыцарем он никогда не был, он умер около декабря 1441. Его наследником стал единственный сын, Ричард Вудвилл.
Ричард, как и его отец, служил герцогу Бедфорду, став в 1435 году рыцарем. После смерти своего господина он к марту 1437 год тайно женился на его жене, Жакетте Люксембургской, что вызвало недовольство её родственников и короля Генриха VI. Ричард был вынужден заплатить большой штраф, однако благодаря браку началось его восхождение. Кроме того, он смог выгодно женить своих старших детей. Сам он стал получать назначения на заметные должности, 9 мая 1448 года получил титул барона Риверса, а в 1450 году стал рыцарем ордена Подвязки. Почему он получил именно этот титул, неизвестно, возможно, что он был связан родством с прежними обладателями титула барона Риверса, однако эти связи не могут быть прослежены по сохранившимся источникам.
Во время войны Алой и Белой розы он был сторонником Ланкастеров, но после их поражения и коронации на английский престол Эдуарда IV он сохранил своё положение, став в 1463 году стал членом королевского совета, хотя его влияние было не очень большим. Все изменилось в 1464 году, когда его старшая дочь Елизавета, к тому моменту овдовевшая, тайно вышла замуж за короля Эдуарда IV, что послужило новым толчком для возвышения Вудвиллов. Сам Ричард 25 мая 1466 года получил титул графа Риверса, а также стал казначеем и констеблем Англии. Кроме того, король щедро обеспечил братьев и сестёр своей жены: незамужние дочери графа Риверса в 1464—1467 года были выданы замуж за представителей английской знати, один из его сыновей стал епископом, другой женился на вдове герцога Норфолка. Однако быстрое возвышение Вудвиллов вызвало недовольство знати, особенно графа Уорика. После того как Уорик восстал против короля, королевская армия была 26 июля 1469 года разгромлена в битве при Эджкот-Мур. Граф Риверс и его сын Джон попали в плен и были казнены.
Энтони Вудвилл, 2-й граф Риверс, после гибели отца не унаследовал его положение. Он был одним из воспитателей принца Эдуарда, но после смерти Эдуарда IV был обвинён в заговоре против брата покойного, герцога Глостера (ставшего королём под именем Ричарда III), был схвачен и казнён 25 июня 1483 года. Несмотря на несколько браков, детей он не оставил, как и его братья. После смерти в 1491 году Ричарда Вудвилла, для которого после восшествия на престол Генриха VII в 1485 году был восстановлен титул графа Риверса, род по мужской линии угас.

## Генеалогия
- Ричард де Видевиль из Графтона (ок. 1310 — после июля 1378), верховный шериф Нортгемптоншира; 1-я жена: Ne; 2-я жена: Элизабет Лайонс, дочь Джона Лайонса из Уорквота, вдова Николаса Четуорта[1].
  -  (от 1-го брака) Джон де Видевиль из Графтона (ок. 1341/1443 — после 8 сентября 1403); 1-я жена: Кэтрин Фермбренд, вероятно дочь Джона Фермбренда из Бидденхема (Бедфордшир); 2-я жена: до 1379 Изабелла, дочь Джона, вдова Роберта Пасслоу из Драйтон Парслоу[1].
    - (от 1-го брака) Томас Видевиль из Графтона (ум. 1435); 1-я жена: Элизабет; 2-я жена: Элис[1].
    -  (от 2-го брака) Ричард Вудвилл из Графтона (ум. ок. декабря 1441); жена: Ne, возможно дочь Джона Бедлисгейта и Ne Бошам из Уэллингтона, Сомерсет[1].
      -  Ричард Вудвилл (ок. 1405 — 12 августа 1469), 1-й барон Риверс с 1448, 1-й граф Риверс с 1466; жена: с 6 февраля 1436/23 марта 1437 Жакетта (Якобина) Люксембургская (ок. 1416/1417 — 30 мая 1472), дочь Пьера I, графа де Бриенн, де Конверсано и де Сен-Поль, и Маргариты де Бо, вдова Джона Ланкастера, герцога Бедфорда[1].
        - Елизавета Вудвилл (ок. 1437 — 8 июня 1492); 1-й муж: с ок. 1452 Джон Грей из Гроуби (ок. 1432 — 17 февраля 1461), 7-й барон Эстли с 1457; 2-й муж: с 1 мая 1464 Эдуард IV (28 апреля 1442 — 9 апреля 1483), король Англии в 1461—1470 и 1471—1483[1][4].
        - Анна Вудвилл (ок. 1438 — 30 июля 1489); 1-й муж: Уильям Буршье (ум. 14 апреля 1471), виконт Буршье; 2-й муж: Эдвард Уингфилд; 3-й муж: до 26 июня 1480 Джордж Грей (ок. 1454 — 25 декабря 1505), 2-й граф Кент с 1490[1].
        - Маргарет (ок. 1439 — до 6 марта 1491); муж: с октября 1464 Томас Фицалан (1450 — 25 октября 1524), 17-й граф Арундел с 1487[1].
        - Энтони Вудвилл (ок. 1440 — 25 июня 1483), 2-й граф Риверс с 1469[1][3].
        - Мария Вудвилл (ок. 1443 — до 1481); муж: с сентября 1466 Уильям Герберт (5 марта 1455 — 16 июля 1491), 2-й граф Пембрук в 1469—1479 годах, 2-й барон Герберт с 1469, 1-й граф Хантингдон с 1479[1].
        - Джон Вудвилл (ок. 1445 — 12 августа 1469)[1].
        - Жакетта Вудвилл (1445—1509); муж: Джон ле Стрейндж (ок. 1440 — 16 октября 1477), 8-й барон Стрейндж из Нокина с 1449[2].
        - Лайонел Вудвилл (ок. 1450/1455 — 1484), епископ Солсбери[5];
        - Эдвард (ум. 1488)[6].
        - Ричард (ум. 6 марта 1491), 3-й граф Риверс с 1485[1].
        - Томас Вудвилл[1].
        - Джон Вудвилл (ум. в младенчестве)[1].
        - Льюис Вудвилл (ум. в младенчестве)[1].
        - Кэтрин (ок. 1457/1458 — 1497); 1-й муж: с 1466 Генри Стаффорд (4 сентября 1455 — 2 ноября 1483), 2-й герцог Бекингем с 1460; 2-й муж: до 7 ноября 1485 Джаспер Тюдор (ок. 1431 — 21 декабря 1495), граф Пембрук с 1453, герцог Бедфорд с 1485; 3-й муж: до 24 февраля 1496 Ричард Уингфилд из замка Кимболтон[1][7][8].
        - Марта Вудвилл (ум. ок. 1500); муж: Джон Бромли[1].
        -  Джоан Вудвилл (ум. ок. 1512); муж: Энтони Грей из Ратина (ум. 1480)[1].